# Flufenoxystrobin
Flufenoxystrobin (Fenoxystrobin) ist eine chemische Verbindung aus der Gruppe der Strobilurine. Flufenoxystrobin wurde am Shenyang Research Institute of Chemical Industry (SYRICI) entwickelt.

## Verwendung und Wirkungsweise
Flufenoxystrobin ist ein Wirkstoff der Klasse der Strobilurine mit Wirkung als Fungizid und Akarizid. Es wird im Reisanbau zur Bekämpfung von Falschem Mehltau, Echtem Mehltau und Reisbrand (Magnaporthe oryzae) verwendet. Die fungizide Wirkung beruht auf der Hemmung des mitochondrialen Komplex III.

## Zulassung
Flufenoxystrobin ist in den Staaten der Europäischen Union und in Großbritannien nicht als Pflanzenschutzwirkstoff zugelassen.